# Jägala
Jägala är en by i Estland. Den ligger i Jõelähtme kommun och i landskapet Harjumaa, 27 km öster om huvudstaden Tallinn. Antalet invånare var 100 år 2011. Byn ligger vid floden med samma namn. 
Jägala ligger 44 meter över havet och  terrängen runt byn är platt. Runt Jägala är det mycket glesbefolkat, med 5 invånare per kvadratkilometer. Närmaste större samhälle är Maardu, 13 km nordväst om Jägala. Omgivningarna runt Jägala är en mosaik av jordbruksmark och naturlig växtlighet.